# André Wilhelm
André Wilhelm (né le 7 février 1943 à Gosselming) est un coureur cycliste français. Actif des années 1960 à 1980, il est Champion de France de cyclo-cross en 1973, 1974 et 1979, et monte deux fois sur le podium du championnat du monde de cyclo-cross, en 1973 (2e) et 1976 (3e). Sur route, il dispute le Tour de France 1969, dont il est lanterne rouge, à la 86e place,.

## Palmarès sur route

### Par année
- 1965
  - 2e du championnat de Lorraine sur route
- 1966
  - Champion de Lorraine sur route
  - 3e du Circuit des Mines
- 1967
  - Champion de Lorraine sur route
  - 5eb étape du Circuit des Mines

### Résultats sur les grands tours

#### Tour de France
1 participation 
- 1969 : 86e et lanterne rouge

## Palmarès en cyclo-cross
| - 1971-1972 - 3e du championnat de France de cyclo-cross - 7e du championnat du monde de cyclo-cross - 1972-1973 - Champion de France de cyclo-cross - Médaillé d'argent du championnat du monde de cyclo-cross - 1973-1974 - Champion de France de cyclo-cross - 1975-1976 - Champion de Lorraine de cyclo-cross - Médaillé de bronze du championnat du monde de cyclo-cross - 1976-1977 - Champion de Lorraine de cyclo-cross | - 1977-1978 - Champion de Lorraine de cyclo-cross - 1978-1979 - Champion de France de cyclo-cross - Champion de Lorraine de cyclo-cross - 1980-1981 - Champion de Lorraine de cyclo-cross - 3e du championnat de France de cyclo-cross - 1981-1982 - Champion de Lorraine de cyclo-cross |  |